# Чемпионат Ленинградской области по футболу
Чемпионат Ленинградской области по футболу — региональный футбольный турнир. Разыгрывается с 1938 года.

## История
Осенью 1945 года первенство Ленинградской области было разыграно по кубковой системе. Чемпионами стали футболисты 8-й ГРЭС Мгинского района. В 1946—1958 годах команды сначала соревновались в зональных турнирах, сформированных по территориальному признаку, победители которых разыгрывали звание чемпиона в финальном соревновании.
В 1959 году первенство было реорганизовано в чемпионат (первая группа) и первенство (вторая группа). С 1960 года ведущие коллективы области были обязаны иметь несколько команд — взрослую, юношескую и группу подготовки. В области сформировалось несколько футбольных центров — в Сланцах, Волхове, Бокситогорске, Пикалёво и Выборге. В каждом из пяти городов существовало крупное предприятие, поддерживающее сильную футбольную команду. В семидесятые годы к этом городам добавился Тихвин, в восьмидесятые — Кингисепп и Гатчина.
Команды Выборга становились чемпионами области 27 раз. «Авангард» — 11-кратный чемпион, «Фаворит» — 9-кратный.

## Призёры
| Год  | Чемпион                                  | Второй призёр                            | Третий призёр                             |
| ---- | ---------------------------------------- | ---------------------------------------- | ----------------------------------------- |
| 1938 |                                          |                                          |                                           |
| 1939 | «Локомотив» Волхов                       |                                          |                                           |
| 1940 |                                          |                                          |                                           |
| 1945 | «8 ГРЭС» Мгинский район                  | Луга                                     |                                           |
| 1946 | Кингисепп                                | Луга                                     | Новая Ладога                              |
| 1947 | сведения о финальном турнире отсутствуют | сведения о финальном турнире отсутствуют | сведения о финальном турнире отсутствуют  |
| 1948 | Выборг                                   | Павловск                                 | Кингисепп «Металлист» Гатчина (3—4)       |
| 1949 | сведения о финальном турнире отсутствуют | сведения о финальном турнире отсутствуют | сведения о финальном турнире отсутствуют  |
| 1950 | «Дом Офицеров-2» Выборг                  | Приозерск                                | Волхов                                    |
| 1951 | Кронштадт                                | Дружная Горка (Гатчинский район)         | «Металлург» Волхов                        |
| 1952 | «Дом Офицеров-2» Выборг                  | Ломоносов                                | «Локомотив» Волхов Павловский район (3—4) |
| 1953 | «Красная Звезда» Тихвин                  | «Красная Звезда» Светогорск              | «Авангард» Ломоносов                      |
| 1954 | «Авангард» Ломоносов                     | «Шахтёр» Сланцы                          | «Металлург» Бокситогорск                  |
| 1955 | «Авангард» Ломоносов                     | «Дом Офицеров» Луга                      |                                           |
| 1956 | «Авангард» Ломоносов                     | «Металлург» Волхов                       |                                           |
| 1957 | «Металлург» Волхов                       | «Парус» Выборг                           | «Спартак» Гатчина                         |
| 1958 | «Парус» Выборг                           | Петрокрепость                            | «Металлург» Бокситогорск                  |
| 1959 | «Дом Офицеров» Выборг                    | «Металлург» Бокситогорск                 | «Металлург» Волхов                        |
| 1960 | «Труд» Сланцы                            | «Металлург» Бокситогорск                 | «Морской завод» Кронштадт                 |
| 1961 | «Труд» Сланцы                            | «Металлург» Волхов                       | «Морской завод» Кронштадт                 |
| 1962 | «Труд» Сланцы                            | «Авангард» Выборг                        | «Металлург» Бокситогорск                  |
| 1963 | «Металлург» Бокситогорск                 | «Рубин» Петродворец                      | «Труд» Сланцы                             |
| 1964 | «Труд» Сланцы                            | «Металлург» Бокситогорск                 | «Металлист» Гатчина                       |
| 1965 | «Металлург» Волхов                       | «Металлург» Бокситогорск                 | «Авангард» Выборг                         |
| 1966 | «Труд» Сланцы                            | «Металлург» Волхов                       | «Металлург» Бокситогорск                  |
| 1967 | «Металлург» Пикалёво                     | «Металлург» Бокситогорск                 | «Металлург» Волхов                        |
| 1968 | «Строитель» Тихвин                       | «Маяк» Кронштадт                         | «Спартак» Ломоносов                       |
| 1969 | «Труд» Гатчина                           | «Строитель» Тихвин                       | «Химик» Кузьмоловский                     |
| 1970 | «Химик» Сланцы                           | «Звезда» Выборг                          | «Металлург» Волхов                        |
| 1971 | «Звезда» Выборг                          | «Строитель» Тихвин                       | «Маяк» Кронштадт                          |
| 1972 | «Звезда» Выборг                          | «Химик» Сланцы                           | «Металлург» Волхов                        |
| 1973 | «Авангард» Выборг                        | «Кировец» Тихвин                         | «Металлург» Бокситогорск                  |
| 1974 | «Металлург» Бокситогорск                 | «Кировец» Тихвин                         | «Химик» Сланцы                            |
| 1975 | «Авангард» Выборг                        | «Химик» Сланцы                           | «Металлург» Бокситогорск                  |
| 1976 | «Металлург» Пикалёво                     | «Авангард» Выборг                        | «Металлург» Волхов                        |
| 1977 | «Авангард» Выборг                        | «Металлург» Пикалёво                     | «Кировец» Тихвин                          |
| 1978 | «Авангард» Выборг                        | «Металлург» Пикалёво                     | «Фосфорит» Кингисепп                      |
| 1979 | «Авангард» Выборг                        | «Металлург» Волхов                       | «Кировец» Тихвин                          |
| 1980 | «Авангард» Выборг                        | «Кировец» Тихвин                         | «Металлург» Пикалёво                      |
| 1981 | «Авангард» Выборг                        | «Металлург» Пикалёво                     | «Шахтёр» Сланцы                           |
| 1982 | «Авангард» Выборг                        | «Металлург» Пикалёво                     | «Белкозин» Луга                           |
| 1983 | «Авангард» Выборг                        | «Металлург» Пикалёво                     | «Кировец» Тихвин                          |
| 1984 | «Авангард» Выборг                        | «Металлург» Пикалёво                     | «Белкозин» Луга                           |
| 1985 | «Металлург» Пикалёво                     | «Авангард» Выборг                        | «Бумажник» Светогорск                     |
| 1986 | «Металлург» Пикалёво                     | «Буревестник» Гатчина                    | «Кировец» Тихвин                          |
| 1987 | «Кировец» Тихвин                         | «Спартак» Луга                           | «Нева» Павлово-на-Неве                    |
| 1988 | «Металлург» Волхов                       | «Фосфорит» Кингисепп                     | «Малахит» Сосновый Бор                    |
| 1989 | «Кировец» Тихвин                         | «Фосфорит» Кингисепп                     | «Буревестник» Гатчина                     |
| 1990 | «Авангард» Выборг                        | «Фосфорит» Кингисепп                     | «Буревестник» Гатчина                     |
| 1991 | «Кировец» Тихвин                         | «Металлург» Волхов                       | «Буревестник» Гатчина                     |
| 1992 | «Фиеста» Кингисепп                       | «Металлург» Бокситогорск                 | «Металлург» Волхов                        |
| 1993 | «Фиеста» Кингисепп                       | «Металлург» Бокситогорск                 | «Строитель» Гатчина                       |
| 1994 | «Строитель» Гатчина                      | «Красногвардеец» Гатчинский район        | «Фиеста» Кингисепп                        |
| 1995 | «Ижора» Гатчинский район                 | «Нева» Павлово-на-Неве                   | «Кировец» Тихвин                          |
| 1996 | «Ижора» Гатчинский район                 | «Кедр» Шлиссельбург                      | «Кировец» Тихвин                          |
| 1997 | «Ладога» Кировск                         | «Перспектива» Приозерск                  | «Светогорец» Светогорск                   |
| 1998 | «Фаворит» Выборг                         | «Ижора» Гатчинский район                 | «Кировец» Тихвин                          |
| 1999 | «Светогорец» Светогорск                  | «Металлург» Пикалёво                     | «Фаворит» Выборг                          |
| 2000 | ФК «Приозерск»                           | «Кировец» Тихвин                         | «Фаворит» Выборг                          |
| 2001 | «Фаворит» Выборг                         | «ТД ПСЖ» Гатчина                         | «Ижора» Гатчинский район                  |
| 2002 | «Фаворит» Выборг                         | «Ижора» Гатчинский район                 | МУФОСЦ «Волхов» Волхов                    |
| 2003 | «Фаворит» Выборг                         | «Ижора» Гатчинский район                 | «Эра-Инком» Тосно                         |
| 2004 | «Фаворит» Выборг                         | «ПСЖ» Гатчина                            | «Ижора» Гатчинский район                  |
| 2005 | «Фаворит» Выборг                         | «ПСЖ» Гатчинский район                   | «Ижора» Гатчина                           |
| 2006 | «Ижора-Гатчина» Гатчинский район         | «Фаворит» Выборг                         | «ПСЖ» Гатчинский район                    |
| 2007 | «Фаворит» Выборг                         | «Ижора» Гатчинский район                 | ФСЦ «Волхов» Волхов                       |
| 2008 | «Ижора-ПСЖ» Гатчина                      | «Руан-Нева» Кировск                      | «ЕвроСтрой» Всеволожск                    |
| 2009 | «Руан» Тосно                             | «Ижора» Гатчинский район                 | «Нева-Инкон» Кировский район              |
| 2010 | «Ижора-ГМР» Гатчинский район             | «Руан» Тосно                             | «Фаворит» Выборг                          |
| 2011 | «Фаворит» Выборг                         | «МВС Агро» Тосно                         | ФШМ «Виктория» Гатчина                    |
| 2012 | «Фаворит» Выборг                         | «Металлург» Тихвин                       | «Фосфорит» Кингисепп                      |
| 2013 | «Фосфорит» Кингисепп                     | «Фаворит» Выборг                         | «Эликорт-ГМР» Гатчинский район            |
| 2014 | «Эликорт-ГМР» Гатчинский район           | «Фосфорит» Кингисепп                     | ФК «ВМР ЛО» Всеволожский р-н              |
| 2015 | «Эликорт» Гатчина                        | «Фосфорит» Кингисепп                     | «ЛАЗ» Луга                                |
| 2016 | «ЛАЗ» Луга                               | «Фаворит» Выборг                         | «Металлург-БМР» Бокситогорский р-н        |
| 2017 | «Металлург-БМР» Бокситогорский р-н       | «Юность» Кингисепп                       | «Гатчина»                                 |
| 2018 | ФК «ВМР ЛО» Всеволожский р-н             | «Фаворит» Выборг                         | ФСЦ «Волхов» Волхов                       |
| 2019 | ФК «ВМР ЛО» Всеволожский р-н             | ФСЦ «Волхов» Волхов                      | «Фаворит» Выборг                          |
| 2020 | «Автомобилист» Сланцы                    | ФК «ВМР ЛО» Всеволожский р-н             | «Фаворит» Выборг                          |
| 2021 | ФК «Приозерск»                           | «Фаворит» Выборг                         | «ВМР ЛО» Всеволожский р-н                 |
| 2022 | ФК «Приозерск»                           | «ВМР ЛО» Всеволожский р-н                | «Фаворит» Выборг                          |
| 2023 | ФК «Приозерск»                           | СШ «Ленинградец» Гатчина                 | ФК «Тосно»                                |
| 2024 | СШ «Ленинградец» Гатчина                 | ФК «Приозерск»                           | ФК «Тосно»                                |

1. 1 2  Команда «Приозерск» выступавшая в 2000 году, прекратила своё существование после сезона 2005 года. «Приозерск», выигравший чемпионат сезона 2021 — совершенно другая команда, берущая своё начало в 2014 году.